# Maxime Chanot
Maxime Chanot (* 21. November 1989 in Nancy) ist ein französisch-luxemburgischer Fußballspieler. Er steht seit März 2024 beim Los Angeles FC in der Major League Soccer unter Vertrag.

## Karriere

### Verein
Chanot, Sohn eines französischen Vaters, der starb, als Maxime fünf Jahre alt war, und einer Mutter aus Luxemburg, begann mit dem Fußballspielen bei der AS Nancy und wechselte später in die Jugendmannschaft von Stade Reims. 2006 wechselte er ins Ausland in den Nachwuchs des ehemaligen englischen Erstligisten Sheffield United, für den er einmal in den Reservemannschaften eingesetzt wurde. Nach Leihstationen beim schottischen Erstligisten Hamilton Academical und Mansfield Town kam er 2009 zurück nach Frankreich zum damaligen Erstligisten FC Le Mans, wo er auch nur in der zweiten Mannschaft eingesetzt wurde. Daraufhin wurde er an den FC Gueugnon verliehen. Im September 2011 unterschrieb er beim belgischen Zweitligisten White Star Woluwe. Anfang 2013 wechselte er zum belgischen Erstligisten Beerschot AC, und ein halbes Jahr später, nach dessen Abstieg, zum Erstligisten KV Kortrijk.
Am 16. Juli 2016 wechselte er in die Major League Soccer (MLS) zum New York City FC. Mit dem Verein nahm er an der CONCACAF Champions League 2020 teil und erreichte dort das Viertelfinale, wo man gegen UANL Tigres aus Mexiko beide Spiele verlor. In der Saison 2021 gewann er mit seiner Mannschaft die Meisterschaft durch einen 5:3-Sieg nach Elfmeterschießen im Finale über die Portland Timbers. Nach insgesamt sieben Jahren mit 199 Pflichtspielen (10 Tore) bei den Amerikanern wechselte Chanot im August 2023 zum französischen Zweitligisten AC Ajaccio. Doch schon nach sechs Monaten wurde sein Vertrag im März 2024 wieder aufgelöst. Bis dahin absolvierte der Verteidiger insgesamt 21 Ligapartien für den korsischen Verein. Anschließend vermeldete der Los Angeles FC aus der Major League Soccer die Verpflichtung Chanots. In der Saison 2024 absolvierte Chanot insgesamt 27 Ligaspiele und erreichte mit dem Verein das Halbfinale der Western Conference, wo man den Seattle Sounders zuhause mit 1:2 nach Verlängerung unterlag.

### Nationalmannschaft
Chanot kam nie für eine französische Nachwuchs-Nationalmannschaft zum Einsatz. Nach seiner Einbürgerung spielte er erstmals am 7. Juni 2013 für die luxemburgische A-Nationalmannschaft, die im Qualifikationsspiel für die Weltmeisterschaft 2014 in Baku gegen die Auswahl Aserbaidschans ein 1:1-Unentschieden erreichte. Am 4. Juni 2014 erzielte er beim 1:1-Unentschieden im Test-Länderspiel in Perugia gegen die Auswahl Italiens mit dem Ausgleichstreffer per Kopf in der 85. Minute sein erstes Tor für die Nationalmannschaft. Anfang November 2024 erklärte Nationaltrainer Luc Holtz nach einer Meinungsverschiedenheit mit Chanot, dass er diesen ab sofort nicht mehr nominieren wird. Bis zu diesem Zeitpunkt absolvierte der Abwehrspieler insgesamt 71 Partien für Luxemburg und erzielte dabei vier Treffer.

## Erfolge
- MLS-Cup-Sieger: 2021

## Sonstiges
Maxime Chanot erhielt im März 2017 seine Green Card und zählt seitdem in den USA nicht mehr als Ausländer. Im März 2024 eröffnete er dann in der US-amerikanischen Metropole New York seine eigene Fußballschule mit dem Namen La Fabrique Academy.